# Kardynałowie z nominacji Klemensa XIII
Papież Klemens XIII (1758–1769) mianował 52 kardynałów na siedmiu konsystorzach:

## 11 września 1758

### Nominacjain pectore, opublikowana 2 października 1758
1. Carlo Rezzonico, bratanek papieża, sekretarz ds. memoriałów – kardynał prezbiter S. Lorenzo in Damaso (tytuł nadany 22 listopada 1758), następnie kardynał prezbiter S. Clemente (24 stycznia 1763), kardynał prezbiter S. Marco (14 grudnia 1772), kardynał biskup Sabiny (15 marca 1773), kardynał biskup Porto e S. Rufina (29 stycznia 1776), zm. 26 stycznia 1799

## 2 października 1758
1. Antonio Maria Priuli, biskup Vicenzy – kardynał prezbiter S. Maria della Pace (tytuł nadany 13 lipca 1759), następnie kardynał prezbiter S. Marco (19 kwietnia 1762), zm. 26 października 1772
2. François-Joachim de Pierre de Bernis, kanonik kapituły w Lyonie – kardynał diakon bez tytułu, następnie kardynał prezbiter S. Silvestro in Capite (26 czerwca 1769), kardynał biskup Albano (18 kwietnia 1774), zm. 3 listopada 1794

## 24 września 1759
1. Ferdinando Maria de Rossi, tytularny patriarcha Konstantynopola, wiceregent wikariatu rzymskiego – kardynał prezbiter S. Silvestro in Capite (tytuł nadany 19 listopada 1759), następnie kardynał prezbiter S. Cecilia (14 grudnia 1767), zm. 4 lutego 1775
2. Ignazio Michele Crivelli, tytularny arcybiskup Cezarei – kardynał prezbiter S. Bernardo alle Terme (tytuł nadany 17 sierpnia 1761), zm. 29 lutego 1768
3. Ludovico Merlini, tytularny arcybiskup Aten, legat w Urbino – kardynał prezbiter S. Prisca (tytuł nadany 21 lipca 1760), następnie kardynał prezbiter S. Marcello (19 kwietnia 1762), zm. 12 listopada 1762
4. Filippo Acciaioli, tytularny arcybiskup Petry – kardynał prezbiter S. Maria degli Angeli (tytuł nadany 6 kwietnia 1761), zm. 24 lipca 1766
5. Ludovico Gualterio, tytularny arcybiskup Miry – kardynał prezbiter S. Giovanni a Porta Latina (tytuł nadany 24 marca 1760), zm. 24 lipca 1761
6. Girolamo Spinola, tytularny arcybiskup Laodycei – kardynał prezbiter S. Balbina (tytuł nadany 15 grudnia 1760), następnie kardynał prezbiter S. Cecilia (13 marca 1775), kardynał biskup Palestriny (3 kwietnia 1775), zm. 22 lipca 1784
7. Antonio Maria Erba-Odescalchi, tytularny arcybiskup Nicei, prefekt Domu Papieskiego – kardynał prezbiter S. Marcello (tytuł nadany 19 listopada 1759), zm. 28 marca 1762
8. Sante Veronese, biskup Padwy – kardynał prezbiter bez tytułu, zm. 1 lutego 1767
9. Ludovico Valenti, biskup elekt Rimini, asesor Świętego Oficjum – kardynał prezbiter S. Susanna (tytuł nadany 19 listopada 1759), następnie kardynał prezbiter S. Croce in Gerusalemme (20 grudnia 1762), zm. 18 października 1763
10. Giuseppe Maria Castelli, skarbnik generalny i preceptor generalny Arcyszpitala S. Spirito in Sassia – kardynał prezbiter S. Alessio (tytuł nadany 19 listopada 1759), zm. 9 kwietnia 1780
11. Pietro Francesco Bussi, dziekan audytorów Pałacu Apostolskiego – kardynał prezbiter S. Maria in Via (tytuł nadany 19 listopada 1759), zm. 10 września 1765
12. Gaetano Fantuzzi, audytor Pałacu Apostolskiego – kardynał prezbiter S. Agostino (tytuł nadany 19 listopada 1759), następnie kardynał prezbiter S. Pietro in Vincoli (6 kwietnia 1767), zm. 1 października 1778
13. Giuseppe Agostino Orsi OP, Mistrz Świętego Pałacu – kardynał prezbiter S. Sisto (tytuł nadany 19 listopada 1759), zm. 13 czerwca 1761
14. Pietro Girolamo Guglielmi, sekretarz Kongregacji ds. Biskupów i Zakonników – kardynał prezbiter SS. Trinita al Monte Pincio (tytuł nadany 19 listopada 1759), zm. 15 listopada 1773
15. Giuseppe Alessandro Furietti, sekretarz Kongregacji Soboru Trydenckiego – kardynał prezbiter Ss. Quirico e Giulitta (tytuł nadany 19 listopada 1759), zm. 14 stycznia 1764
16. Pietro Paolo Conti, sekretarz Kongregacji Dobrego Rządu – kardynał prezbiter S. Girolamo degli Schiavoni (tytuł nadany 19 listopada 1759), następnie kardynał prezbiter S. Stefano in Monte Celio (21 marca 1763), zm. 14 grudnia 1770
17. Nicolò Maria Antonelli, sekretarz Kongregacji Propaganda Fide – kardynał prezbiter Ss. Nereo ed Achilleo (tytuł nadany 19 listopada 1759), zm. 25 września 1767
18. Lorenzo Ganganelli OFMConv, konsultor Świętego Oficjum – kardynał prezbiter S. Lorenzo in Panisperna (tytuł nadany 19 listopada 1759), następnie kardynał prezbiter Ss. XII Apostoli (29 marca 1762), od 19 maja 1769 papież Klemens XIV; zm. 22 września 1774
19. Giovanni Costanzio Caracciolo, audytor generalny Pałacu Apostolskiego – kardynał diakon S. Cesareo in Palatio (tytuł nadany 19 listopada 1759), następnie kardynał diakon S. Eustachio (12 grudnia 1770), zm. 22 września 1780
20. Nicola Perrelli, skarbnik generalny Kamery Apostolskiej – kardynał diakon S. Giorgio in Velabro (tytuł nadany 19 listopada 1759), zm. 24 lutego 1772
21. Marcantonio Colonna, prefekt Pałacu Apostolskiego – kardynał diakon S. Maria in Aquiro (tytuł nadany 19 listopada 1759), następnie kardynał prezbiter S. Maria della Pace (19 kwietnia 1762), kardynał prezbiter S. Lorenzo in Lucina (25 czerwca 1784)$, kardynał biskup Palestriny (20 września 1784), zm. 4 grudnia 1793
22. Andrea Corsini, protonotariusz apostolski, krewny Klemensa XII – kardynał diakon S. Angelo in Pescheria (tytuł nadany 19 listopada 1759), następnie kardynał prezbiter S. Matteo in Merulana (11 września 1769), kardynał biskup Sabiny (15 lipca 1776), zm. 18 stycznia 1795

## 23 listopada 1761
1. Buenaventura de Córdoba Espínola de la Cerda, tytularny arcybiskup Neocezarei, patriarcha Indii Zachodnich – kardynał prezbiter S. Lorenzo in Panisperna (tytuł nadany 26 czerwca 1769), zm. 6 maja 1777
2. Christoph Anton von Migazzi, arcybiskup Wiednia – kardynał prezbiter Ss. IV Coronati (tytuł nadany 3 kwietnia 1775), zm. 14 kwietnia 1803
3. Antoine Clairiard de Choiseul de Beaupré, arcybiskup Besançon – kardynał prezbiter bez tytułu, zm. 7 stycznia 1774
4. Jean-François-Joseph Rochechouart, biskup Laon – kardynał prezbiter S. Eusebio (tytuł nadany 25 stycznia 1762), zm. 20 marca 1777
5. Franz Christoph von Hutten zum Stolzenberg, biskup Spiry – kardynał prezbiter bez tytułu, zm. 20 kwietnia 1770
6. Enrichetto Virginio Natta OP, biskup Alba – kardynał prezbiter bez tytułu, zm. 29 czerwca 1768
7. Giovanni Molino, biskup Brescii – kardynał prezbiter S. Sisto (tytuł nadany 26 czerwca 1769)
8. Louis-César-Constantin de Rohan-Guéménée-Montbazon, biskup Strasbourga – kardynał prezbiter bez tytułu, zm. 11 marca 1779
9. Baldassare Cenci, kanonik bazyliki watykańskiej i sekretarz Świętej Konsulty – kardynał prezbiter S. Maria in Aracoeli (tytuł nadany 25 stycznia 1762), zm. 2 marca 1763
10. Cornelio Caprara, wicekamerling i gubernator Rzymu – kardynał diakon Ss. Cosma e Damiano (tytuł nadany 25 stycznia 1762), zm. 5 kwietnia 1765

## 18 lipca 1763
Kościoły tytularne zostały nadane 22 sierpnia 1763
1. Simone Buonaccorsi, sekretarz Kongregacji ds. Biskupów i Zakonników – kardynał prezbiter S. Giovanni a Porta Latina, zm. 27 kwietnia 1776
2. Andrea Negroni, protonotariusz apostolski, audytor Jego Świątobliwości – kardynał diakon S. Maria in Aquiro, następnie kardynał diakon Ss. Vito e Modesto (5 czerwca 1765), kardynał diakon S. Agata in Suburra (13 grudnia 1779), zm. 17 stycznia 1789

## 21 lipca 1766
Kościoły tytularne zostały nadane 6 sierpnia 1766
1. Giovanni Ottavio Bufalini, tytularny arcybiskup Chalcedonu, prefekt Pałacu Apostolskiego – kardynał prezbiter S. Maria degli Angeli, zm. 3 sierpnia 1782
2. Giovanni Carlo Boschi, tytularny arcybiskup Aten, prefekt Domu Papieskiego – kardynał prezbiter Ss. Giovanni e Paolo, następnie kardynał prezbiter S. Lorenzo in Lucina (20 września 1784), zm. 6 września 1788

## 26 września 1766
1. Ludovico Calini, tytularny patriarcha Antiochii, preceptor generalny Arcyszpitala S. Spirito in Sassia  – kardynał prezbiter S. Anastasia (tytuł nadany 1 grudnia 1766), następnie kardynał prezbiter S. Stefano al Monte Celio (4 marca 1771), zm. 9 grudnia 1782
2. Niccolò Serra, tytularny arcybiskup Mityleny, audytor generalny Pałacu Apostolskiego – kardynał prezbiter S. Croce in Gerusalemme (tytuł nadany 1 grudnia 1766), zm. 14 grudnia 1767
3. Niccolò Oddi, arcybiskup Rawenny – kardynał prezbiter S. Maria in Aracoeli (tytuł nadany 1 grudnia 1766), zm. 25 maja 1767
4. Antonio Branciforte Colonna, tytularny arcybiskup Tessaloniki, prezydent Urbino – kardynał prezbiter S. Maria in Via (tytuł nadany 6 kwietnia 1767), zm. 31 lipca 1786
5. Lazzaro Opizio Pallavicini, tytularny arcybiskup Naupaktos – kardynał prezbiter Ss. Nereo ed Achilleo (tytuł nadany 20 czerwca 1768), następnie kardynał prezbiter S. Pietro in Vincoli (14 grudnia 1778), zm. 23 lutego 1785
6. Vitaliano Borromeo, tytularny arcybiskup Teb – kardynał prezbiter S. Maria in Aracoeli (tytuł nadany 19 grudnia 1768), następnie kardynał prezbiter S. Prassede (15 grudnia 1783), zm. 7 czerwca 1793
7. Pietro Colonna Pamphili, tytularny arcybiskup Kolossów – kardynał prezbiter S. Maria in Trastevere (tytuł nadany 1 grudnia 1766), zm. 4 grudnia 1780
8. Giuseppe Simonetti, tytularny arcybiskup Petry, sekretarz Kongregacji ds. Biskupów i Zakonników – kardynał prezbiter S. Marcello (tytuł nadany 1 grudnia 1766), zm. 4 stycznia 1767
9. Urbano Paracciani Rutili, arcybiskup Fermo – kardynał prezbiter S. Callisto (tytuł nadany 15 czerwca 1767), zm. 2 stycznia 1777
10. Filippo Maria Pirelli, tytularny arcybiskup Damaszku – kardynał prezbiter S. Crisogono (tytuł nadany 1 grudnia 1766), zm. 10 stycznia 1771
11. Enea Silvio Piccolomini-Rustichini, wicekamerling i gubernator Rzymu – kardynał diakon S. Adriano (tytuł nadany 1 grudnia 1766), zm. 18 listopada 1768
12. Saverio Canali, skarbnik generalny Kamery Apostolskiej – kardynał diakon S. Maria della Scala (tytuł nadany 1 grudnia 1766), zm. 20 marca 1773
13. Benedetto Veterani, asesor Świętego Oficjum – kardynał diakon Ss. Cosma e Damiano (tytuł nadany 1 grudnia 1766), zm. 12 sierpnia 1776